# Karl Michel (Maler)
Karl Michel (auch Carl Michel, * 6. März 1885 in Leipzig; † 12. April 1966 in Zwickau) war ein deutscher Maler, Grafiker und Holzschneider.

## Leben
Karl Michel absolvierte zunächst eine Lehre zum Elektromechaniker. Von 1903 bis 1909 studierte er an der Akademie in Leipzig, zunächst in der Abteilung für angewandte Grafik bei Georg Belwe und Friedrich Wilhelm Kleukens, dann in der Abteilung grafische Techniken bei Schelter und Buthold und schließlich in der Abteilung Malerei und Grafik bei Fritz Rentsch. Anschließend studierte er in der Unterrichtsanstalt des Kunstgewerbemuseums Berlin und war dort Meisterschüler von Emil Doepler. Michel war dann künstlerischer Berater des Berliner Textilunternehmens Gustav Cords und arbeitete als freischaffender Werbegrafiker mit einem Atelier in der Teltower Straße 33. Als Holzschnitte entwarf u. a. Kinoplakate, Programmhefte, Prospekte, Kataloge, Briefmarken, Glückwunschkarten und Buchillustrationen. Seine Arbeiten fanden in Fachkreisen große Aufmerksamkeit. Im Allgemeinen Briefmarkenwettbewerb errang er 1920 den ersten Preis. 1920 veröffentlichte der bedeutende Kunstkritiker Max Osborn einen umfangreichen lobenden Essay über Michels Arbeiten.
Michel war ab 1912 Lehrer an der Unterrichtsanstalt und dann an der Hochschule für Bildende Künste in Berlin. Das Berliner Adressbuch verzeichnete ihn z. B. 1920 als „Lehrer am Kunstgewerbemuseum“ und 1944 in der Cauerstraße 32 als Professor.
1948 bis 1952 war Michel als Dozent an der Mal- und Zeichenschule Zwickau tätig und seit 1952 deren Leiter. Eine bedeutende Zahl von späteren Malern und Grafikern hat diese Schule besucht. Ab 1946 bis zu seinem Tod war Michel freischaffend in Zwickau tätig. Er war Mitglied im Verband Bildender Künstler der DDR. Mit Wolfgang Berndt, Heinz Fleischer, Alfred Tröger, Karl-Heinz Schuster, Albert Schwarz, Erich Schulz war er Mitglied der losen Zwickauer „Gruppe 1950“. Diese schrieb im Katalog ihrer Ausstellung 1950: „Deren Streben und Ziel ist es: an ihrem Platz ehrlich ihrer Berufung zu folgen und fortschrittlich zu wirken für die Beziehung zwischen Künstler und Gesellschaft.“
Michel gilt als einer der stilistischen Erneuerer der Exlibris-Kunst.
Michel war verheiratet. Für sich selbst, seine Frau Elise und für das Paar schuf er mehrere schöne Exlibris.

## Ausstellungen
- 1948 Freiberg, Stadt- und Bergbaumuseum (3. Ausstellung Erzgebirgischer Künstler)[3]
- 1949: Glauchau, Stadt- und Heimatmuseum („Frühjahrs-Kunstausstellung 1949“ des Zwickauer Künstlerkreises)
- 1950: Zwickau, Städtisches Museum („Gruppe 1950“)[4]
- 1963: Karl-Marx-Stadt, Museum am Theaterplatz („10 Jahre Architektur, bildende Kunst und bildnerisches Volksschaffen in Karl-Marx-Stadt“)[5]

### Postum
- 1984/1985 Karl-Marx-Stadt, Städtisches Museum am Theaterplatz („Retrospektive 1945 – 1984. Bildende Kunst im Bezirk Karl-Marx-Stadt“)
- 1986: Gotha, Schlossmuseum („Das Urteil des Paris in der bildenden Kunst der DDR“)

## Ehrungen
- 1921 Erster Preis beim Wettbewerb „Deutsche Reichspostmarke“
- 1926 Erster Preis beim Wettbewerb Plakat zum Faust-Film der Ufa